# Louis Chaigne
Pour les articles homonymes, voir Chaigne.
Louis Chaigne est un écrivain catholique français né à Talmont (Vendée) le 8 décembre 1899 et mort à Venansault le 6 juillet 1973.

## Biographie
C'est en 1927 que Louis Chaigne publie le premier ouvrage d'une longue liste (72 titres) : Figures, composé à Talmont depuis 1922.
En 1929, il quitte la revue Les lettres de Gaëtan Bernoville pour les éditions de Gigord afin de s'occuper des ouvrages « grand public ». Il en deviendra directeur littéraire, fonction qu'il abandonnera en 1949. Le 25 novembre de la même année naît le premier enfant : Louis-Marie. En 1931, Louis Chaigne s'installe à Paris au 27, rue d'Assas. Le 25 juillet naît un second fils, Pierre.
1930 marquera les débuts de l'œuvre du critique littéraire avec la constitution progressive d'une documentation considérable sur les écrivains et leurs œuvres. En 1932, la Couronne d'Arianne, recueil de poèmes, paraît chez Lanore ainsi qu'un premier essai : Le Chemin de Paul Claudel ; il devient le collaborateur de la revue Les Études et publie le premier tome des Vies et œuvres d'écrivains aux éditions Bossuet, études sur Paul Valéry, Paul Claudel, André Gide, Marcel Proust, André Maurois et François Mauriac. Il rencontre également Charles Du Bos et Gabriel Marcel avec lequel il entretiendra une grande amitié. En 1933 paraît son ouvrage La Vendée. C'est ce qui le fera connaître et apprécier de ses « compatriotes » vendéens.
L'été 1934 constitue un moment important de sa vie. Pendant cette courte période, il parcourt une partie de l'Europe : Suisse, Italie, Autriche, Yougoslavie et Hongrie; où il retrouve des amis qu'il s'était fait quelques années auparavant lors de son arrivée à Paris. C'est aussi l'année de la publication de quelques-uns de ses poèmes avec un groupe d'amis réunis autour de l'abbé Jean Plaquevent, Henri Sjöberg, Jean Bardet et Paul Flamand. Rondes (1935), qui comptait aussi des contributions de Jean Plaquevent, de Georges Hourdin et du poète Charles Mauban (pseudonyme de l'homme politique, Robert Caillemer), sera le premier livre publié par les éditions du Seuil naissantes.
En 1935, son ami et proche Jean Yole est élu sénateur. Ils se voient quasi quotidiennement à Paris. Il rencontre Juliette Adam, centenaire, comptant parmi les fondateurs de la IIIe République. Elle avait côtoyé Victor Hugo, George Sand, Georges Clemenceau, Léon Gambetta.
1936 le voit changer d'appartement, rue Garancière à Paris et rencontrer Louis Mazetier et sa femme. Il assistera à sa conversion subite. L'année suivante l'engage à une collaboration avec les éditions Alsatia.
Les années de guerre et d'occupation lui feront rencontrer dès 1939 Jean de Lattre. Pendant toute cette période, il voyage d'un bout à l'autre de la France. Il rejoint sa famille en Aveyron puis part avec elle en Vendée, séjourne à Mesnil-sur-l'Estrée (Eure), de nouveau en Vendée à Aizenay. Puis habite Paris jusqu'à la Libération. En 1941, est née sa fille Anne-Marie.
L'après-guerre fait de lui un journaliste actif aussi bien dans la presse que comme initiateur de revue. Le premier numéro de J'ai lu paraît en 1946. Cette période est également le début en 1947 d'une relation suivie avec le romancier auvergnat Henri Pourrat.
En 1949, Louis Chaigne s'affirme de plus en plus dans la vie de l'intelligentsia parisienne. Il invite le général et madame de Lattre à un dîner de la Veillée Vendéenne ; il lance le Salon littéraire Lutetia (parmi les participants Pierre de Boisdeffre, Pierre Boutang, Jacques Madaule, Gabriel Marcel, Henri Queffelec et Gino Severini). Une médaille lui est décernée pour 20 ans consacrés au Livre français, en 1950.
Le maréchal de Lattre meurt en 1952. Il assiste aux obsèques nationales à Notre-Dame et aux Invalides sur l'invitation de sa veuve. Il publie à cette occasion un ouvrage sur le grand militaire, recueillant de nombreux témoignages dont ceux des généraux Weygand et Dromard.
Son appartenance confirmée au Tout-Paris le fait inviter par son amie Edmée de La Rochefoucauld à ses salons, lieux de rencontres et d'échanges exceptionnels. Celle-ci décorera Louis Chaigne de la Légion d'honneur en 1953.
Les années qui suivent, il va perdre deux de ses amis les plus proches : l'écrivain Paul Claudel en 1955 et Jean Yole en 1956. Cette même année 1956, il contribue à la relance de la Revue du Bas-Poitou, dont il prend la direction.
Vient, enfin, la consécration littéraire nationale avec en 1958 le prix des Amis des lettres. En 1960, la nomination de Louis Chaigne par André Malraux, ministre d'État chargé de la Culture, au grade de chevalier de l'ordre des Arts et des Lettres ; et enfin en 1961, le Grand Prix de Prose de l'Académie française.
Il se remet à voyager. En Suisse en 1961, en Italie à Assise et Rome en 1962. Il est au Vatican lors des derniers instants de Jean XXIII. Il rédigera son portrait, puis une vie de Pie XII. Il rencontrera en outre Paul VI en 1965. Cette année fera de lui un officier de l'ordre du Mérite.
Son activité ralentira sans cesser, les dernières années de sa vie. Avec son ami, Jean Guitton, il prend la direction de la revue Ecclesia chez Fayard.
En 1968, paraît Le Rouergue, ouvrage édité pour le plaisir de son épouse Marie Pages, originaire de cette province. En 1969, il publie un dernier engagement dans le mouvement Horizon d'Ouest en faveur de la régionalisation et du développement culturel et économique des régions de l'Ouest.
Ses amis académiciens lui proposent de présenter sa candidature à l'Académie française, ce qu'il ne fera pas eu égard à sa santé déclinante. Il effectue un dernier voyage à Rome en 1970. Il publie aussi cette même année Itinéraires d'une espérance, recueil de souvenirs. Il sera promu dans la même année officier de la Légion d'honneur. Un groupe d'amis lui offre à cette occasion son portrait par le Catalan Soler-Puig.
Louis Chaigne décédera trois ans plus tard, le vendredi 6 juillet 1973, à 20 heures dans sa maison de Venansault en Vendée.

## Témoignages
Louis Chaigne vu par Jean Guitton de l'Académie française :
« Il a connu tant de monde depuis 50 ans d'affût parisien ! Alors que je me retirais dans mes thébaïdes pour polir les idées pures, lui se mêlait à l'univers des maîtres de l'heure, il lisait les nouveautés, il interrogeait, il recevait.
À la manière de Daniel Halévy, il était une ombre féconde, un silence au cœur de Paris, un écouteur passionné des autres. Il a reçu à bras ouverts, une intelligence toute en accueil, ceux qui cherchaient conseil, secours, oubli, approbation de ce qu'il y avait en eux de pur, de vrai, d'éternel...
Et tous ces livres que la marée parisienne dépose sur son bureau, par lui j'en adore l'essence. Je le vois parfois en saisir un, l'ouvrir par les entrailles, tel l'haruspice, pour tenter de deviner le visage qu'auront les lettres de demain.
Un problème me hante. Je me dis : « Comment n'est-il pas connu davantage ? » - Est-ce si vrai ? Personne, en vérité, ne l'ignore. Son incognito tient à son essence… Dans la constellation qui brille sur la nuit, le créateur des esprits a placé une étoile cachée. Il faut la chercher longtemps : une fois qu'on l'a repérée, on ne peut plus cesser de la voir ».
Louis Chaigne, vu par Alexandre Vialatte en 1957 (article paru dans La Montagne) :
« Chaigne est sûr, discret, d'un ton parfait, d'un tact exquis. Il sait aller à l'essentiel. Il peut servir à la lecture et à l'étude. Il habite rue Garancière, derrière un rempart de bouquins. Il s'y tient comme l'abeille au sein d'un alvéole. Le facteur apporte les livres. Il en tire le miel. Il vous l'offre aujourd'hui. Mettez-le dans votre placard. Vous aurez bientôt tout le siècle. »

## Principaux ouvrages
Littérature
- Bernanos (Éditions universitaires, 1re éd. 1954 ; dernière 1970).
- Vie de Paul Claudel (Mame, 1961).Grand Prix de la prose (fondation Le Métais-la-rivière) de l'Académie française.
- Vies et œuvres d'écrivains - de Valéry à Giono et Simone Weil. Quatre volumes (Ed. Lanore, 48 rue d'Assas, Paris - VIe).
- Pascal (Wesmaël-Charlier, 1962).
- Les lettres contemporaines, tome X de l'histoire de la littérature française, de J.Calvet (Del Duca, 1964).
- Reconnaissance à la lumière - Anthologie présentée par André Maurois (Mame, 1965).
- Itinéraires d'une Espérance (Éditions Beauchesne, Ed. Lussaud, 1970).

Régionalisme
- La Vendée (Ed. Lanore, 30e mille), 1934, 214 pages.
- La Vendée Maritime (Ed. Auguste Fontaine ; illustr. de P.A. Bouroux).
- L'âme romane du Bas-Poitou (Ed. Nicolas à Niort, 1963. Illustr. de Hélène Besnard-Giraudias).
- La Vendée Confidentielle (Mame, 1965. Illustr. d'Aymar de Lézardière).
- Confidences au bord des sources (Lussaud, Fontenay-le-Comte, 1967).
- Le Rouergue (Lanore, 1969).

Biographies
- Maurice Baring (de Gigord, 1936)
- Histoire de Marie (Alsatia, 1947 et Fayard)
- Sainte Thérèse de Lisieux (Fayard, 1953)
- Monseigneur Gabriel Martin (Grasset, 1961)
- Saint André-Hubert Fournet ou La fierté de la Croix (Grasset, 1962)
- Jean de Lattre, maréchal de France (Lanore, 1952).
- Portrait de Jean XXIII (Mame, 1963)
- Vie de Pie XII (Mame 1966)

Poésie
- La Couronne d'Ariane (Ed. Pélican, 1931).
- Instants d'éternité (1962, Ed. de la Revue du Bas-Poitou, Niort).

Ouvrages consacrés à Louis Chaigne
- Augustin Jeanneau.- Louis Chaigne, témoin de notre temps (Les Amitiés Sablaises, 1975).
- Christiane Astoul.- Louis Chaigne, un humanisme de Vendée (Ed. du CVRH, 2012).

## Récompenses et Hommages

### Prix de l'Académie française
- 1934 : Prix Montyon, pour Vies et œuvres d'écrivains[3]
- 1938 : Prix Juteau-Duvigneaux, pour Le bienheureux Louis-Marie Grignon de Montfort[3]
- 1951 : Prix Bordin, pour Vies et œuvres d'écrivains[3]
- 1961 : Prix Gustave Le Métais-Larivière, pour l'ensemble de son œuvre[3]
- 1965 : Prix Broquette-Gonin (littérature), pour Les lettres contemporaines[3]

### Hommages
- Le nom de Louis Chaigne a été donné à l'école privée catholique de Venansault et à une salle municipale de Talmont-Saint-Hilaire.
- Une impasse de la Roche-sur-Yon et une rue de Challans portent également son nom.